# Двойные стандарты

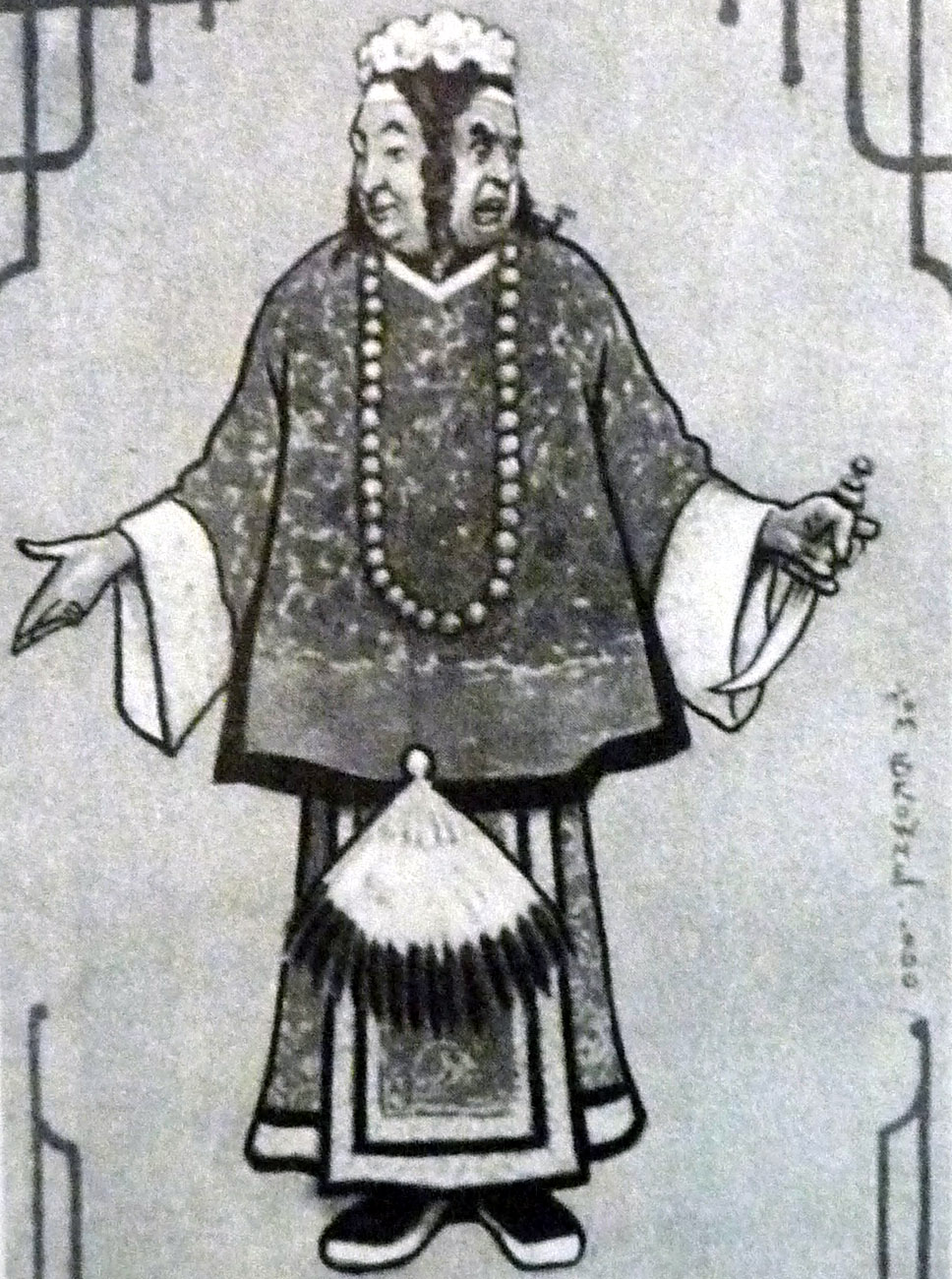
Двуличность китайской императрицы Цыси, карикатура

Двойной стандарт, или двойная мораль, — широко распространённое, но официально отрицаемое применение на практике дискриминационных подходов к оценке действий и прав групп населения, стран, рас.
Двойные стандарты характеризуются различным применением принципов, законов, правил, оценок к однотипным действиям различных субъектов (одним из которых может выступать сам оценивающий) в зависимости от степени лояльности этих субъектов или иных соображений выгоды для оценивающего. Термин широко используется для негативного описания явлений в современных политологии, журналистике, экономике, обществознании и других гуманитарных науках.

## Происхождение термина
Фридрих Вильгельм Ницше в его «К генеалогии морали. Полемическое сочинение» (нем. Zur Genealogie der Moral, 1887 год) вновь вводит учение о двойной совести, различая мораль господ от морали рабов. А словосочетание двойная мораль применялось ранее — например, в статье «Совесть» ЭСБЭ указано:

Двойная мораль конечно, ведёт к отрицанию морали вообще; этот вывод мы находим в «Новом учении о нравственности» Антона Менгира, где говорится, что сила и нравственность по существу совпадают: нравственность есть приспособление к соотношениям социальных сил, а совесть есть страх перед дурными последствиями противодействия в приспособлении к соотношениям социальных сил.
Термин англ. double standard появился в современном значении в английском языке в середине XIX века, первоначально для обозначения неравных моральных требований к мужчинам и женщинам. Термин применялся и ранее для обозначения двух разных методов измерения, например, для биметаллизма, а также в теологических рассуждениях о добре и зле.
Термин вошёл в русский язык в 1950-х годах и в СССР применялся для обозначения расового и классового неравенства в капиталистических странах.
В отличие от термина, явление имеет древние корни, и современные исследователи свободно используют термин в приложении, например, к римскому праву или к библейским текстам.

## Терминология двойных стандартов
Одно из распространённых проявлений двойных стандартов — именование одних и тех же или очень близких объектов, действий, явлений различными терминами, имеющими различную эмоциональную окраску: «у них — война, у нас — борьба за мир; у них интервенты, у нас — воины-интернационалисты; наши — разведчики, их — шпионы».
В русском языке существует выражение «готтентотская мораль» (или «готтентотская этика»), описывающее двойные стандарты.

Этот термин имеет своим источником анекдот, вероятно, не очень достоверный, — будто один готтентот на вопрос миссионера, что такое добро и зло, ответил: «если мой сосед уведёт у меня мою жену, то это зло, а если я уведу у него его жену, то это добро».
— Ф. Ф. Зелинский, «Из жизни идей»
Термин активно использовался в русской публицистике уже в начале XX века, хотя в язык вошёл, возможно, даже ранее — так, о нём упоминает Владимир Соловьёв в своей книге «Оправдание добра» (1897), как об уже устоявшемся обороте речи:

Равным образом и знаменитый готтентот, утверждавший, что добро — это когда он украдёт много коров, а зло — когда у него украдут, присваивал такой этический принцип, конечно, не себе одному, а разумел, что для всякого человека добро состоит в успешном похищении чужого имущества, а зло — в потере своего.

Также упоминание «готтентотской морали» встречается у Михаила Булгакова (пьеса «Дни Турбиных», 1-я редакция, 1925 год) и у Фёдора Сологуба (басня «Готтентотская мораль», 1925 год).

## Политика двойных стандартов
Политикой двойных стандартов принято называть ситуацию, при которой оценка одного и того же явления, процесса или события, имеющего место в международных отношениях, зависит от характера отношений оценивающих сторон с объектами оценки. При одинаковом сущностном наполнении действия одних стран получают поддержку и оправдание, а других — осуждаются и наказываются.
Классическим примером политики двойных стандартов стала фраза: «для кого террорист, а для кого — борец за свободу» (англ. One man's terrorist is another man's freedom fighter), введённая в обиход британским писателем Джеральдом Сеймуром в его художественном произведении «Игра Гарри» (англ. Harry's game) в 1975 году.

## В политике и военном деле
Феномен двойных стандартов особо часто встречается в политических отношениях.
| Определение | При отрицательной оценке | При положительной оценке                          |
| --- | ------------------------ | ------------------------------------------------- |
| Агент (сотрудник спецслужб), скрытно собирающий информацию о противнике | Шпион                    | Разведчик                                         |
| Человек (комбатант), проходящий службу в армии на коммерческой основе | Наёмник                  | Доброволец                                        |
| Введение войск на территорию иностранного государства во время внутреннего вооружённого конфликта | Вторжение (интервенция)  | Военная помощь (гуманитарная интервенция)         |
| Стремление части государства к независимости | Сепаратизм               | Освободительное движение                          |
| Участники вооруженных формирований, не являющихся подразделениями армии | Боевики                  | Ополченцы                                         |
| Действия власти с целью установления новых порядков | Насаждение               | Установление                                      |
| Правление прямыми, директивными методами | Диктатура (тоталитаризм) | Централизация власти                              |
| Лицо, воюющее на занятой территории (или территории под контролем политических сил, которые противостоят друг другу), с использованием тактики, не предусматривающей открытых и крупных столкновений с противником | Террорист                | Партизан                                          |
| Наказание (месть) за неповиновение (невыполнение договоренностей), осуществляемое вооруженными силами государства, как на собственной территории, так и на территории другого государства                          | Карательная операция     | Контртеррористическая операция                    |
| Лицо, собирающее информацию об окружающих для дальнейшей передачи её государственным структурам (полиции, спецслужбам)                                                                                             | Доносчик                 | Осведомитель                                      |
| Занятие войсками населённых пунктов во время военных действий | Захват                   | Освобождение                                      |
| Введение войск на территорию иностранного государства (например, для поддержания порядка) | Оккупация                | Размещение контингента (гуманитарная интервенция) |
| Присоединение к государству другого независимого государства (или его части) | Аннексия                 | Воссоединение (ирредентизм)                       |
| Массы рядовых граждан как политический фактор | Толпа                    | Народ                                             |
| Контроль государства над СМИ и искусством | Цензура                  | Защита от клеветы, забота о нравственности        |
| Сдержанное, обдуманное, предусмотрительное поведение, избегающее возможной опасности, неприятности | Трусость                 | Осторожность                                      |